# Alan Walker (producteur)
 (décembre 2023).
Pour les articles homonymes, voir Alan Walker et Walker.
Alan Walker, ayant autrefois utilisé le pseudonyme DJ Walkzz, est un DJ, auteur-compositeur et producteur britannico-norvégien, né le 24 août 1997 à Northampton (Midlands de l'Est).
Après ses débuts en 2012, son morceau instrumental Fade, réalisé en 2014, fait sensation après avoir été mis en ligne sur YouTube, lui permettant de signer un contrat avec le label NoCopyrightSounds. Par la suite, ses titres Spectre ou Force sont aussi remarqués, mais c'est une version vocale de Fade, baptisée Faded (avec la chanteuse Iselin Solheim), qui rencontre le succès.

## Biographie
En 2012, Alan Walker crée sa chaîne YouTube sous le nom de DJ Walkzz, il sort son premier titre nommé Celebrate.
Le titre d'Alan Walker intitulé Fade sort en 2014, d'abord sur YouTube, et est très vite remarqué par un label britannique sans droits d'auteurs nommé NCS.
L'année suivante en 2015, l'artiste signe deux nouveaux titres Spectre et Force sous le label NCS.
En parallèle, il signe un contrat avec Sony Music Sweden et produit une version vocale de son premier titre Fade intitulée Faded qui est sortie en fin d'année 2015, elle est enregistrée avec la chanteuse norvégienne Iselin Solheim, et connait un énorme succès en Norvège et dans de nombreux autres pays dont la France.
En 2016, il sort son titre Sing Me to Sleep avec toujours Iselin Solheim au chant. Puis le single Alone interprété par Noonie Bao, une artiste suédoise, ce titre devient son deuxième plus gros succès après Faded.
Il est classé cette même année à la 55e place du classement de popularité des DJ publié par DJ Mag puis fait la plus grosse progression du classement en 2017, atteignant la 17e place.
Entre-temps dans le courant de l'année 2017, il sort un nouveau titre de genre Future Bass, Tired, avec Gavin James, qui est le prologue de sa trilogie « World Of Walker ».
Puis, il sort en octobre 2017 le titre All Falls Down (en) avec la chanteuse Noah Cyrus, le chanteur Juliander et le DJ Digital Farm Animals. En décembre 2018 il sort son tout premier album intitulé Different World proposant dix-huit titres (dont 3 bonus).
En 2019, il sort le single On My Way avec Sabrina Carpenter et Farruko puis Play, une version chantée de Eurodancer par Mangoo, en collaboration avec Tungevaag et K-391, le 30 août 2019. Dans la même année, il décide de produire "Unity" avec certains de ses fans. Le but était de faire participer sa communauté à la création d'un de ses morceau. Il qualifia même cette musique d'hymne à sa communauté[pas clair]. Le 27 décembre 2019, il sort la partie 2 de son single Alone intitulée Alone, Pt. II en collaboration avec la chanteuse américaine Ava Max.
Le 6 mars 2020, il sort le single End of Time, réalisé avec K-391 et Ahrix. Il s'agit d'une version remaniée du titre Nova de Ahrix sorti en 2013. Le 1er avril 2020, Alan Walker sort le single Heading Home avec le chanteur norvégien Ruben. Le 15 mai 2020, il remixe Time de la bande originale du film de 2010 Inception composée par Hans Zimmer[source secondaire souhaitée].
Le 10 novembre 2023, il sort l'album Walkerworld, un album évolutif : de nouveaux morceaux sont ajoutés chaque mois jusqu’à fin 2024. Cet album est suivi des walkerworld creator games, des jeux regroupant toute sa communauté et l'incitant à créer, quel que soit le domaine artistique. A l'issue de ces jeux, 4 créateurs ont été sélectionnés et ont gagné la somme de 10 000 $. Une carte thématique jouable sur Fortnite, est également créée grâce à l’Unreal Editor afin de réunir la communauté via ce jeu vidéo.

## Discographie

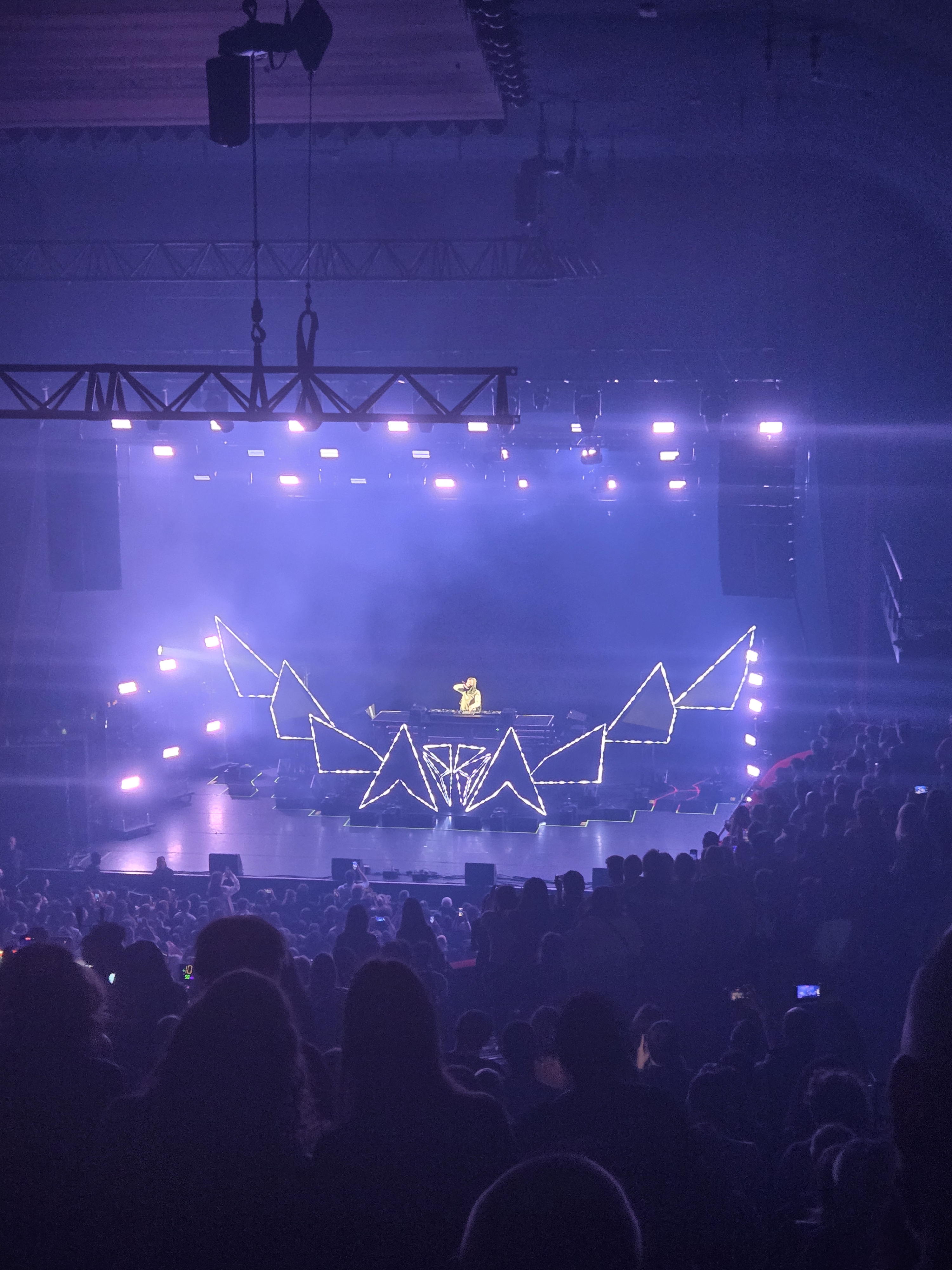
Alan Walker, 2025

### Albums
| Titre           | Détails                                                                        | Positions | Positions | Positions | Positions | Positions | Positions | Positions |
| Titre           | Détails                                                                        | NOR       | ALL       | AUT       | FIN       | P-B       | SUE       | SUI       |
| --------------- | ------------------------------------------------------------------------------ | --------- | --------- | --------- | --------- | --------- | --------- | --------- |
| Different World | - Sortie : 14 décembre 2018 - Label : MER, Sony - Formats : CD, téléchargement | 1         | 39        | 59        | 1         | 29        | 15        | 15        |
| World of Walker | - Sortie : 26 novembre 2021 - Label : MER, Sony - Formats : CD, téléchargement | 4         | —         | —         | 24        | —         | 33        | 32        |
| Walkerworld     | - Sortie : 10 Novembre 2023 - Label : MER - Formats : téléchargement           | 18        | —         | —         | 33        | —         | —         | —         |
| Walkerworld 2.0 | Sortie: 10 janvier 2025 Label: Kreatell Music Formats: téléchargements,        |           |           |           |           |           |           |           |

### Extended plays
| Titre                       | Détails                                                                                                  | Positions | Positions |
| Titre                       | Détails                                                                                                  | FIN       | SUE       |
| --------------------------- | --- | --------- | --------- |
| Alan Walker Hits            | - Sortie : 8 décembre 2017 (Japon) - Label : Sony, MER - Formats : téléchargement                        | —         | —         |
| Faded Japan EP              | - Sortie : 25 avril 2018 (Japon) - Label : Sony Music Japan International - Formats : CD, téléchargement | —         | —         |
| Live Fast (Japan Exclusive) | - Sortie : 9 août 2019 (Japon) - Label : Sony Music, MER - Formats : CD, téléchargement                  | —         | —         |
| Walker Racing League        | - Sortie : 10 septembre 2021 - Label : Sony Music, MER - Formats : CD, téléchargement                    | 19        | 32        |
| Walkerverse, Pt. I          | - Sortie : 17 juin 2022 - Label : Sony Music, MER - Formats : CD, téléchargement                         | —         | —         |
| Origins                     | - Sortie : 1er juillet 2022 - Label : Sony Music, MER - Formats : CD, téléchargement                     | —         | —         |
| Walkerverse, Pt. II         | - Sortie : 18 novembre 2022 - Label : Sony Music, MER - Formats : CD, téléchargement                     | —         | —         |
| Walkerverse, Pt. I & II     | - Sortie : 25 novembre 2022 - Label : Sony Music, MER - Formats : CD, téléchargement                     | 17        | 44        |
| Neon Nights                 | - Sortie : 7 août 2024 - Label: Monstercat - Formats : Téléchargement                                    | —         | —         |

### Singles
| Titre                                                                         | Année | Positions | Positions | Positions | Positions | Positions | Positions | Positions | Positions | Positions | Positions | Positions | Positions | Positions | Certifications | Album                       |
| Titre                                                                         | Année | NOR       | ALL       | AUT       | BEL (FL)  | BEL (WAL) | FIN       | FRA       | IRE       | ITA       | P-B       | R-U       | SUE       | SUI       | Certifications | Album                       |
| ----------------------------------------------------------------------------- | ----- | --------- | --------- | --------- | --------- | --------- | --------- | --------- | --------- | --------- | --------- | --------- | --------- | --------- | --- | --------------------------- |
| Fade                                                                          | 2014  | —         | —         | —         | —         | —         | —         | —         | —         | —         | —         | —         | —         | —         | | Origins                     |
| Spectre                                                                       | 2015  | —         | —         | —         | —         | —         | —         | —         | —         | —         | —         | —         | —         | —         | | Origins                     |
| Force                                                                         | 2015  | —         | —         | —         | —         | —         | —         | —         | —         | —         | —         | —         | —         | —         | | Origins                     |
| Faded (vocaux de Iselin Solheim)                                              | 2015  | 1         | 1         | 1         | 2         | 1         | 1         | 1         | 6         | 1         | 2         | 7         | 1         | 1         | - : 11 × Platine - : Diamant - : 7 × Platine - : 5 × Platine - : 2 × Platine - : Or - : 8 × Platine - : 2 × Platine - : 13 × Platine | Different World             |
| Sing Me To Sleep (vocaux de Iselin Solheim)                                   | 2016  | 1         | 10        | 4         | —         | —         | 4         | 51        | —         | —         | —         | 95        | 9         | 14        | - : 6 × Platine - : Platine - : Or - : Or - : 3 × Platine                                                                            | Different World             |
| Routine (avec David Whistle)                                                  | 2016  | —         | —         | —         | —         | —         | —         | —         | —         | —         | —         | —         | —         | —         | | Faded Japan EP              |
| Alone (vocaux de Noonie Bao)                                                  | 2016  | 1         | 4         | 1         | 40        | 46        | 1         | 89        | 74        | 36        | 53        | —         | 2         | 2         | - : 4 × Platine - : Platine - : Or - : Or - : Or - : 3 × Platine                                                                     | Different World             |
| Ignite (avec K-391)                                                           | 2017  | —         | —         | —         | —         | —         | —         | —         | —         | —         | —         | —         | —         | —         | |                             |
| Tired (feat. Gavin James)                                                     | 2017  | 5         | 66        | 35        | —         | —         | 35        | 79        | 78        | —         | —         | —         | 21        | 64        | - : 2 × Platine - : Or - : 2 × Platine                                                                                               | Faded Japan EP              |
| The Spectre (vocaux de Jesper Borgen)                                         | 2017  | 5         | 50        | 14        | —         | —         | —         | —         | —         | —         | —         | —         | 22        | 13        | | Faded Japan EP              |
| All Falls Down (feat. Noah Cyrus & Digital Farm Animals)                      | 2017  | 1         | 75        | 29        | 47        | 44        | 10        | 139       | —         | —         | 20        | —         | 4         | 29        | - : Or - : Or - : Platine - : Or - : 3 × Platine                                                                                     | Different World             |
| Ignite (avec K-391 feat. Julie Bergan & Seungri)                              | 2018  | 1         | —         | —         | —         | —         | 5         | —         | —         | —         | —         | —         | 13        | —         | |                             |
| Darkside (feat. Au/Ra & Tomine Harket)                                        | 2018  | 1         | 97        | 63        | —         | 30        | 6         | —         | —         | —         | 41        | —         | 10        | 39        | - : Or - : Or - : 2 × Platine | Different World             |
| Diamond Heart (feat. Sophia Somajo)                                           | 2018  | 1         | 89        | 56        | 29        | —         | 2         | —         | —         | —         | —         | —         | 11        | 12        | - : 2 × Platine | Different World             |
| Different World (avec Sofia Carson & K-391 feat. Corsak)                      | 2018  | 31        | —         | —         | —         | —         | 14        | —         | —         | —         | —         | —         | —         | 73        | - : Or - : Or | Different World             |
| Are You Lonely (avec Steve Aoki feat. Isák)                                   | 2019  | 20        | —         | —         | —         | —         | —         | 192       | —         | —         | —         | —         | —         | —         | | Neon Future IV              |
| On My Way (avec Sabrina Carpenter & Farruko)                                  | 2019  | 3         | 85        | —         | —         | —         | 12        | —         | —         | —         | —         | —         | 30        | 34        | - : Platine | World of Walker             |
| Live Fast (avec A$AP Rocky)                                                   | 2019  | 24        | —         | —         | —         | —         | —         | —         | —         | —         | —         | —         | —         | —         | | Live Fast (Japan Exclusive) |
| Play (avec K-391 & Tungevaag & Mangoo + vocaux de Torine)                     | 2019  | 2         | —         | 44        | —         | —         | 11        | —         | —         | —         | —         | —         | 25        | 78        | - : 2 × Platine |                             |
| Ghost (avec Au/Ra)                                                            | 2019  | —         | —         | —         | —         | —         | —         | —         | —         | —         | —         | —         | —         | —         | | Death Stranding: Timefall   |
| Avem (The Aviation Theme)                                                     | 2019  | —         | —         | —         | —         | —         | —         | —         | —         | —         | —         | —         | —         | —         | |                             |
| Alone, Pt. II (avec Ava Max)                                                  | 2019  | 4         | 47        | 45        | 8         | 7         | 18        | 52        | —         | —         | 16        | —         | 25        | 47        | - : 4 × Platine - : Or - : Platine                                                                                                   | World of Walker             |
| End of Time (avec K-391 & Ahrix)                                              | 2020  | 4         | —         | —         | —         | —         | —         | —         | —         | —         | —         | —         | 60        | 82        | - : Platine |                             |
| Heading Home (avec Ruben)                                                     | 2020  | 15        | —         | —         | —         | —         | —         | —         | —         | —         | —         | —         | 53        | —         | | World of Walker             |
| Time (Alan Walker remix) (avec Hans Zimmer)                                   | 2020  | —         | —         | —         | —         | —         | —         | —         | —         | —         | —         | —         | —         | 24        | | World of Walker             |
| Space Melody (Edward Artemyev) (avec Vize feat. Leony)                        | 2020  | —         | —         | —         | —         | —         | —         | —         | —         | —         | —         | —         | —         | —         | | Walker Racing League        |
| Sorry (avec Isák)                                                             | 2021  | 8         | —         | —         | —         | —         | —         | —         | —         | —         | —         | —         | 83        | —         | | World of Walker             |
| Fake a Smile (avec Salem Ilese)                                               | 2021  | 11        | —         | —         | —         | —         | —         | —         | —         | —         | —         | —         | 23        | —         | | World of Walker             |
| Dead Girl! (avec Au/Ra)                                                       | 2021  | —         | —         | —         | —         | —         | —         | —         | —         | —         | —         | —         | —         | —         | |                             |
| Believers (avec Conor Maynard)                                                | 2021  | 24        | —         | —         | —         | —         | —         | —         | —         | —         | —         | —         | 64        | —         | |                             |
| Sweet Dreams (avec Imanbek)                                                   | 2021  | 14        | —         | —         | —         | —         | —         | —         | —         | 96        | —         | —         | 43        | —         | | Walker Racing League        |
| Don't You Hold Me Down (avec Georgia Ku)                                      | 2021  | 19        | —         | —         | —         | —         | —         | —         | —         | —         | —         | —         | 81        | —         | | Walker Racing League        |
| Running Out of Roses (avec Jamie Miller)                                      | 2021  | 15        | —         | —         | —         | —         | —         | —         | —         | —         | —         | —         | 78        | —         | | Walker Racing League        |
| Paradise (avec K-391 & Boy In Space)                                          | 2021  | 31        | —         | —         | —         | —         | —         | —         | —         | —         | —         | —         | 23        | —         | | World of Walker             |
| World We Used to Know (avec Winona Oak)                                       | 2021  | 15        | —         | —         | —         | —         | —         | —         | —         | —         | —         | —         | 46        | —         | | World of Walker             |
| Man on the Moon (avec Benjamin Ingrosso)                                      | 2021  | 23        | —         | —         | —         | —         | —         | —         | —         | —         | —         | —         | 12        | —         | | World of Walker             |
| Not You (avec Emma Steinbakken)                                               | 2021  | —         | —         | —         | —         | —         | —         | —         | —         | —         | —         | —         | —         | —         | | World of Walker             |
| PS5 (avec Salem Ilese & Tomorrow X Together)                                  | 2022  | —         | —         | —         | —         | —         | —         | —         | —         | —         | —         | —         | —         | —         | | Unsponsored Content         |
| Headlights (avec Alok feat. Kiddo)                                            | 2022  | 15        | —         | —         | —         | —         | —         | —         | —         | —         | —         | —         | 59        | —         | |                             |
| Hello World (avec Torine)                                                     | 2022  | 11        | —         | —         | —         | —         | —         | —         | —         | —         | —         | —         | 84        | —         | | Walkerverse, Pt. I          |
| The Drum                                                                      | 2022  | 16        | —         | —         | —         | —         | —         | —         | —         | —         | —         | —         | —         | —         | | Walkerverse, Pt. I          |
| Unity (avec The Walkers)                                                      | 2022  | —         | —         | —         | —         | —         | —         | —         | —         | —         | —         | —         | —         | —         | |                             |
| Adventure Time (avec Philter)                                                 | 2022  | —         | —         | —         | —         | —         | —         | —         | —         | —         | —         | —         | —         | —         | | Walkerverse, Pt. I          |
| Somebody Like U (avec Au/Ra)                                                  | 2022  | —         | —         | —         | —         | —         | —         | —         | —         | —         | —         | —         | —         | —         | | Walkerverse, Pt. I          |
| Blue (avec Ina Wroldsen)                                                      | 2022  | —         | —         | —         | —         | —         | —         | —         | —         | —         | —         | —         | —         | —         | | Walkerverse, Pt. I          |
| Extremes (avec Trevor Daniel)                                                 | 2022  | 47        | —         | —         | —         | —         | —         | —         | —         | —         | —         | —         | 86        | —         | | Walkerverse, Pt. II         |
| Lovesick (avec Sophie Simmons)                                                | 2022  | —         | —         | —         | —         | —         | —         | —         | —         | —         | —         | —         | —         | —         | | Walkerverse, Pt. II         |
| Catch Me If You Can (avec Sorana)                                             | 2022  | —         | —         | —         | —         | —         | —         | —         | —         | —         | —         | —         | —         | —         | | Walkerverse, Pt. II         |
| Shut Up (avec Upsahl)                                                         | 2022  | —         | —         | —         | —         | —         | —         | —         | —         | —         | —         | —         | 100       | —         | | Walkerverse, Pt. II         |
| Ritual                                                                        | 2022  | —         | —         | —         | —         | —         | —         | —         | —         | —         | —         | —         | —         | —         | | Walkerverse, Pt. I & II     |
| Dreamer                                                                       | 2023  | —         | —         | —         | —         | —         | —         | —         | —         | —         | —         | —         | —         | —         | |                             |
| Hero (avec Sasha Alex Sloan)                                                  | 2023  | 27        | —         | —         | —         | —         | —         | —         | —         | —         | —         | —         | —         | —         | | Walkerworld                 |
| Land of the Heroes (avec Sophie Stray)                                        | 2023  | —         | —         | —         | —         | —         | —         | —         | —         | —         | —         | —         | —         | —         | | Walkerworld                 |
| Endless Summer (avec Zak Abel)                                                | 2023  | —         | —         | —         | —         | —         | —         | —         | —         | —         | —         | —         | —         | —         | | Walkerworld                 |
| Better Off (Alone, Pt. III) (avec Dash Berlin & Vikkstar feat. Ida Botten)    | 2023  | 30        | —         | —         | —         | —         | —         | —         | —         | —         | —         | —         | —         | —         | | Walkerworld                 |
| Heart Over Mind (avec Daya)                                                   | 2023  | —         | —         | —         | —         | —         | —         | —         | —         | —         | —         | —         | —         | —         | | Walkerworld                 |
| Fire (avec Yuqi ((G)I-dle) et Jvke)                                           | 2023  | —         | —         | —         | —         | —         | —         | —         | —         | —         | —         | —         | —         | —         | |                             |
| Who I Am (avec Putri Ariani et Peder Elias)                                   | 2024  | 18        | —         | —         | —         | —         | —         | —         | —         | —         | —         | —         | —         | —         | |                             |
| Avalon (avec Anne Gudrun)                                                     | 2024  | —         | —         | —         | —         | —         | —         | —         | —         | —         | —         | —         | —         | —         | |                             |
| « — » signifie que le single n'est pas classé dans le pays ou n'est pas sorti |       |           |           |           |           |           |           |           |           |           |           |           |           |           | |                             |